# Oncometopia
Genre
Oncometopia est un genre d'insectes de l'ordre des hémiptères (les hémiptères sont caractérisés par leurs deux paires d'ailes dont l'une, en partie cornée, est transformée en hémiélytre), de la famille des Cicadellidae.
On le rencontre en Amérique.

## Liste d'espèces
Selon NCBI (31 janvier 2019) :
- Oncometopia alpha
- Oncometopia clarior
- Oncometopia rufipennis
- Oncometopia nigricans
- Oncometopia orbona